# Zebra (sampler)
Zebra (2000) je neprodejný sampler, který vyšel jako příloha časopisů Rock a pop, Bang a BigBeng! a byl také přiložen k některým festivalovým vstupenkám. Obsahuje písně převážně méně známých pražských hudebních skupin buď převzaté z alb či demonahrávek nebo pro tento účel zvlášť nahrané.

## Seznam písní
| Pořadí | Název písně                   | Hudební skupina       | Autoři                           | Původ písně                                      |
| ------ | ----------------------------- | --------------------- | -------------------------------- | ------------------------------------------------ |
| 1      | Housličky                     | Šántí                 | Martin Rous                      | CD Kouzelná ryba (1998)                          |
| 2      | Měsíc                         | Šántí                 | Martin Rous                      | CD Kouzelná ryba (1998)                          |
| 3      | Tam za plotem                 | Šántí                 | Martin Rous                      | CD Kouzelná ryba (1998)                          |
| 4      | '69                           | Joe Carnation Band    | Josef Karafiát / Luděk Mourek    | CD Dlouhý noci s JCB (1999)                      |
| 5      | Nahá                          | Joe Carnation Band    | D. Kalef / Josef Karafiát        | CD Dlouhý noci s JCB (1999)                      |
| 6      | Olemone                       | Joe Carnation Band    | Josef Karafiát / Luděk Mourek    | CD Dlouhý noci s JCB (1999)                      |
| 7      | Dezertér                      | Původní Bureš         | Fumas                            | CD Ples tapírů (1996)                            |
| 8      | Hladolet                      | Původní Bureš         | Fumas                            | MC/CD Drobné radosti psychedelické kachny (1994) |
| 9      | Smích převozníka              | Původní Bureš         | Fumas                            | CD Ghost do domu (1998)                          |
| 10     | Nikola Sanders                | Původní Bureš         | Fumas                            | CD Ghost do domu (1998)                          |
| 11     | Balada pro pět prstů          | Traband               | Jarda Svoboda                    | nahráno pro sampler                              |
| 12     | Panenka Barbie & Marlboro Man | Traband               | Jarda Svoboda                    | nahráno pro sampler                              |
| 13     | Má milá rozmilá neplakej      | Sajkedelik Šraml Band | Pepa Nos / František Gellner     | CD Indiánské písně                               |
| 14     | Měla jsem milýho              | Neočekávaný dýchánek  | Michal Šmíd / Zuzana Groschupová | demoMC Live Železná (1998)                       |
| 15     | Šproty                        | Neočekávaný dýchánek  | Michal Šmíd                      | demoMC Live Železná (1998)                       |
| 16     | Mé bílé břízy                 | Rudovous              | Rudovous / Martin Čížek          | nahráno pro sampler ?                            |
| 17     | Podnájemníci                  | Rudovous              | Rudovous / Martin Čížek          | nahráno pro sampler ?                            |
| 18     | Na lovu                       | Excelence             | Karel Šváb / Václav Šváb         | neznámé CD                                       |
| 19     | Placebo                       | S'N'C                 | Petr Štika                       | nahráno pro sampler                              |
| 20     | Valčíček                      | S'N'C                 | Jan Zouhar / Daniel Tobola       | nahráno pro sampler                              |
| 21     | Stroj                         | Medvěd 009            | Václav Bláha                     | CD Věř Medvědovi (2000)                          |
| 22     | Olgoj                         | Medvěd 009            | Pavel Měšťánek                   | CD Věř Medvědovi (2000)                          |
| 23     | Nikotýn                       | Salash                | David Vlk / Tomáš Vondráček      | singl Nikotýn (1999)                             |